# Wein TV

Senderlogo

Wein TV war ein deutschsprachiger Fernsehsender, der sich dem Themenbereich des Weins widmete.

## WineTV
Das Spartenprogramm war der deutsche Zweig des mittlerweile international sendenden Wine TV. Gesendet wurde über Rebsorten, Weinbau, Weinlese und die Welt des Weinliebhabers, außerdem weitere Sendungen zu verwandten Themen wie Kochrezepte mit Wein, Zigarren, Mode und Lebensstil.
Der Sitz der Sendeanstalt von Wine TV befindet sich in San Francisco, Kalifornien (Vereinigte Staaten). Sendestart war am 17. September 2004. Der Kanal sendete ein 24-Stundenprogramm. Ende Januar 2009 wurde der Sendebetrieb eingestellt.

## Empfang
Wein TV war digital über Satellit, sowie im Rahmen der Programmbouquets von Kabel BW, Kabel Deutschland, Primacom und wilhelm.tel zu empfangen.

## Weblink
- www.winetv.tv – letzte Version vom 27. November 2008 im Webarchiv